# Recess
Recess — дебютный студийный альбом американского продюсера Скриллекса, выпущенный 18 марта 2014 года на лейблах OWSLA, Big Beat Records, Atlantic Records. Он был записан между 2013 и 2014 годами, когда Skrillex гастролировали по всему миру.
Recess получил смешанные отзывы от музыкальных критиков. Он попал в чарты во многих странах мира и стал его самым высоким чартовым выпуском в Соединенных Штатах и Великобритании. Позднее Rolling Stone номинировал на 22 место в списке 50 лучших альбомов 2014 года.

## Маркетинг

### Продвижение
7 марта 2014 года Скриллекс принял участие в посте Reddit «Спроси меня о чем-нибудь». Чтобы совпасть с этой сессией вопросов и ответов, его веб-сайт был изменен, чтобы перенаправить на страницу с говорящим инопланетным лицом, основанную на смайликах Apple. «Лицо воспроизводило короткие сэмплы из треков альбома, когда ты щелкал по нему». В тот же день он выпустил мобильное приложение Alien Ride, в котором есть цель в аркадном стиле, в которой космический корабль должен уничтожать астероиды. Приложение отображало обратный отсчет.
Когда обратный отсчет достиг нуля, первая песня из альбома была доступна для потоковой передачи через приложение. Это продолжалось с регулярными 30-минутными интервалами, пока весь альбом не проигрывался в течение ограниченного времени через приложение.

### Синглы
«Try It Out (Neon Mix)» с Элвином Риском был выпущен в качестве сингла альбома 14 октября 2013 года вместе с еще двумя миксами песни. Он вошел в чарт во Франции под номером 185. Титульный трек «Recess» был добавлен в C-List BBC Radio 1 19 марта 2014 года и вошел в чарты iTunes нескольких стран, включая США и Великобританию. Песня вошла в UK Singles Chart под номером 57 после выпуска альбома и была выпущена в виде сингла вместе с ремиксами 7 июля 2014 года. «Ease My Mind», «All Is Fair in Love and Brostep» и «Dirty Vibe» также вошли чарты iTunes в разных странах.
Музыкальное видео для «Ragga Bomb» было выпущено 1 апреля 2014 года, и песня вошла в Flanders Ultratip 100 под номером 75. 24 ноября 2014 года был выпущен ремикс EP под названием Ease My Mind v Ragga Bomb Remixes. обе песни удваиваются как сингл. «Dirty Vibe» был выпущен как четвертый сингл альбома в виде еще одного ремиксового мини-альбома 15 декабря 2014 года.

### Другие песни
«Doompy Poomp» был выпущен 8 июня 2013 года в сотрудничестве с графическим дизайнером Мишкой для бесплатного скачивания через его веб-сайт. «Stranger» присутствует в саундтреке Divergent, выпущенном незадолго до выхода альбома. Первая песня «All Is Fair in Love and Brostep» дебютировала в качестве демо на его эфире BBC Radio 1 Essential Mix. Песня «Terror Squad» от производителя электронной музыки Zomboy была вдохновлена демо-версией, официально известной как «инструмент без названия» или неофициально как «This Much Power». В результате Скриллекс использовал образец из «Terror Squad», который говорит: «Это чертовски Zomboy», прикрывая «Zomboy» искаженным и подавленным смехом.

## Список треков
| №                   | Название                                                             | Автор(ы) | Продюсеры                                         | Длительность |
| ------------------- | -------------------------------------------------------------------- | --- | ------------------------------------------------- | ------------ |
| 1.                  | «All Is Fair in Love and Brostep» (при уч. Ragga Twins)              | Скриллекс Ragga Twins Zomboy                                                                                  | Скриллекс                                         | 4:08         |
| 2.                  | «Recess» (с Kill the Noise при уч. Fatman Scoop и Майкл Анжелакос)   | Скриллекс Kill the Noise Fatman Scoop Майкл Анжелакос                                                         | Скриллекс Kill the Noise                          | 3:57         |
| 3.                  | «Stranger» (с KillaGraham при уч. Sam Dew)                           | Скриллекс Джастин Паркер Сэм Дью Грэм Мурон                                                                   | Скриллекс KillaGraham                             | 4:49         |
| 4.                  | «Try It Out» (с Элвин Риск) (Neon Mix))                              | Скриллекс Элвин Риск                                                                                          | Скриллекс Элвин Риск                              | 3:49         |
| 5.                  | «Coast is Clear» (при уч. Chance the Rapper и The Social Experiment) | Скриллекс Chance the Rapper Питер Уилкинс Нико Сигал The Notorious B.I.G. Рональд Исли Эрни Исли Крис Джаспер | Скриллекс Chance The Rapper The Social Experiment | 4:03         |
| 6.                  | «Dirty Vibe» (с Дипло при уч. G-Dragon и CL)                         | Скриллекс Дипло G-Dragon Teddy Park Робин Чо                                                                  | Скриллекс Diplo                                   | 3:26         |
| 7.                  | «Ragga Bomb» (при уч. Ragga Twins)                                   | Скриллекс Ragga Twins                                                                                         | Скриллекс                                         | 4:18         |
| 8.                  | «Doompy Poomp»                                                       | Скриллекс | Скриллекс                                         | 3:25         |
| 9.                  | «Fuck That»                                                          | Скриллекс | Скриллекс                                         | 3:50         |
| 10.                 | «Ease My Mind» (при уч. Niki & The Dove)                             | Скриллекс Niki & The Dove                                                                                     | Скриллекс                                         | 5:02         |
| 11.                 | «Fire Away» (при уч. Kid Harpoon)                                    | Скриллекс Kid Harpoon                                                                                         | Скриллекс                                         | 5:42         |
| Общая длительность: | Общая длительность:                                                  | Общая длительность:                                                                                           | Общая длительность:                               | 46:34        |

Примечания
- «Coast Is Clear» содержит дополнительный вокал Питера Коттонтэйла и Донни Трумпета.[12]

Сэмплы
- «All is Fair in Love and Brostep» содержит сэмплы из «Terror Squad», написанные и исполненные Zomboy.
- «Coast Is Clear» содержит интерполяции «Big Poppa», написанные и исполненные The Notorious B.I.G..[12]
- «Ease My Mind» содержит сэмплы из «DJ, Ease My Mind», написанные и исполненные Niki & The Dove.

## Чарты и оценки
| Совокупная оценка    | Совокупная оценка |
| Источник             | Оценка            |
| -------------------- | ----------------- |
| Metacritic           | 59/100            |
| Оценки критиков      |                   |
| Источник             | Оценка            |
| AllMusic             | [ 14 ]            |
| Consequence of Sound | C+                |
| Fact                 | [ 16 ]            |
| Los Angeles Times    | [ 17 ]            |
| Now                  | [ 18 ]            |
| Pitchfork            | 5.7/10            |
| PopMatters           | [ 20 ]            |
| Spin                 | 7/10              |
| Resident Advisor     | [ 22 ]            |
| Rolling Stone        | [ 23 ]            |

| Чарт (2014)                          | Максимальная позиция |
| ------------------------------------ | -------------------- |
| Австралия (ARIA)                     | 4                    |
| Австрия (Ö3 Austria)                 | 14                   |
| Бельгия/Фландрия (Ultratop)          | 28                   |
| Бельгия/Валлония (Ultratop)          | 38                   |
| Канада (Canadian Albums Chart)       | 3                    |
| Дания (Hitlisten)                    | 28                   |
| Нидерланды (Album Top 100)           | 42                   |
| Франция (SNEP)                       | 57                   |
| Финляндия (Suomen virallinen lista)  | 20                   |
| Германия (Offizielle Top 100)        | 28                   |
| Ирландия (IRMA)                      | 78                   |
| Italian Albums (FIMI)                | 30                   |
| Новая Зеландия (RMNZ)                | 6                    |
| Норвегия (VG-lista)                  | 22                   |
| Шотландия (Scottish Albums Chart)    | 15                   |
| Испания (PROMUSICAE)                 | 45                   |
| Швеция (Sverigetopplistan)           | 21                   |
| Швейцария (Schweizer Hitparade)      | 11                   |
| Великобритания (UK Albums Chart)     | 13                   |
| UK Dance Albums (OCC)                | 1                    |
| US Billboard 200                     | 4                    |
| US Billboard Dance/Electronic Albums | 1                    |

## История издания
| Регион                                   | Дата            | Формат                   | Лейбл                   | Прим.       |
| ---------------------------------------- | --------------- | ------------------------ | ----------------------- | ----------- |
| Австралия                                | Март 14, 2014   | Диск цифровое скачивание | OWSLA Big Beat Atlantic | [ 46 ]      |
| Европа                                   | Март 17, 2014   | Диск цифровое скачивание | OWSLA Big Beat Atlantic |             |
| Северная Америка                         | Март 18, 2014   | Диск цифровое скачивание | OWSLA Big Beat Atlantic | [ 4 ] [ 5 ] |
| Различные (Record Store Day эксклюзивно) | Апрель 20, 2014 | Кассета                  | OWSLA Big Beat Atlantic | [ 47 ]      |